# Queima do alho
Queima do Alho é uma festividade rural típica de alguns estados do interior do Sudeste e Centro-Oeste do Brasil.
A Queima do Alho de Barretos, São Paulo, considerada a mais importante de todas, atrai pessoas de vários locais do país. Nesta cidade, ocorre durante a Festa do Peão de Barretos e possui forte aparo folclórico e muita aceitação do público presente.

## História
Surgiu quando os peões de boiadeiros iam montados em seus cavalos com sua comitiva para Barretos, sempre havia a pergunta de quem iria queimar o alho, e aquele que se dispunha durante a cavalgada, já começava a descascar o alho e colocar na conserva de gordura animal. Para que, quando chegasse próximo a refeição do almoço ou jantar já estivesse tudo preparado, tornando uma tradição culinária típica, da qual ainda é feita em um fogão improvisado no chão.
Hoje na cidade de Barretos, acontece todos os anos o concurso da Queima do Alho, onde os Juízes escolhem a melhor comitiva, com sua melhor apresentação de prato típico.
A queima do alho, tornou-se uma grande tradição entre os peões, e a culinária típica de Barretos tornou-se tão atrativa, que, em eventos como a Festa do Peão de Boiadeiros, não pode faltar a tradição da Queima do Alho, concurso que elege a melhor comitiva, pela apresentação de seus pratos.
Após ser apresentada em diversos eventos, como a a Rio+20, em 2012, no Encontro Nacional da Diversidade Cultural, em 2010. Em seguida, após um estudo cultural de quatro anos, foi encaminhado ao Ministério da Cultura o pedido para o tombamento da festividade como Patrimônio Imaterial da Cultura Brasileira. Em 2014, a Queima do Alho de Barretos foi visitada por diversos políticos.